# Kanton Nomeny
Nomeny is een voormalig kanton van het Franse departement Meurthe-et-Moselle. Het kanton maakte deel uit van het arrondissement Nancy. Het werd opgeheven bij decreet van 26 februari 2014 met uitwerking op 22 maart 2015. Alle gemeenten werden opgenomen in het nieuwe kanton Entre Seille et Meurthe.

## Gemeenten
Het kanton Nomeny omvatte de volgende gemeenten:
- Abaucourt
- Armaucourt
- Arraye-et-Han
- Belleau
- Bey-sur-Seille
- Bratte
- Chenicourt
- Clémery
- Éply
- Faulx
- Jeandelaincourt
- Lanfroicourt
- Létricourt
- Leyr
- Mailly-sur-Seille
- Malleloy
- Moivrons
- Montenoy
- Nomeny (hoofdplaats)
- Phlin
- Raucourt
- Rouves
- Sivry
- Thézey-Saint-Martin
- Villers-lès-Moivrons